# 추후보완상소
추후보완상소는 민사소송법상 제도로 상소기간을 원고가 책임질 수 없는 사유로 준수할 수 없었는 경우 구제해 주는 것이다.

## 요건
- 당사자의 책임질 수 없는 사유(불귀책사유)로 인해,
- 불변기간을 도과하여야 한다.

### 불귀책사유의 의미
- 천재지변, 그 밖의 불가항력이나, 소송의 진행과 관련하여 일반인이 보통의 주의를 다하여도 피할 수 없는 사유를 말한다.[2]